# アルシデス・ギジャ

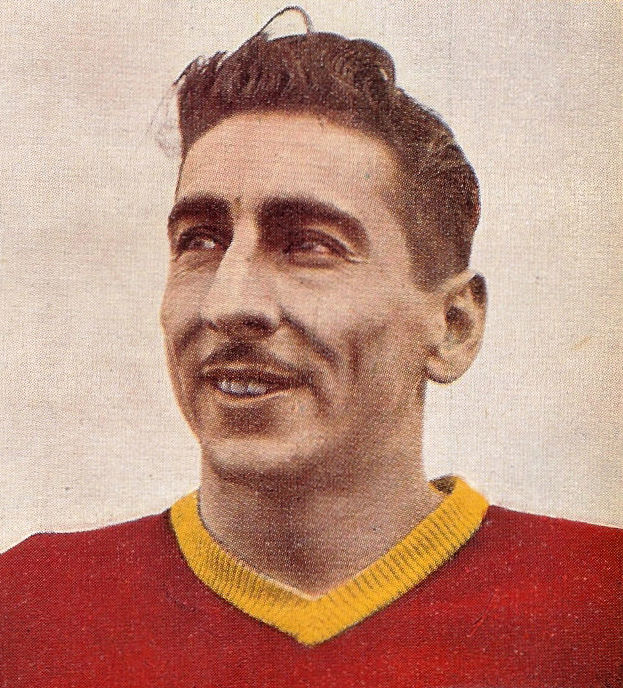

アルシデス・ギジャ（Alcides Ghiggia、1926年12月22日 - 2015年7月16日）は、ウルグアイ出身のサッカー選手。ポジションはフォワード（右ウイング）。

## 経歴
1950年のブラジルW杯で事実上の決勝戦となった、第2次ラウンド最終戦のウルグアイ対ブラジル戦にて、右ウイングのギジャは後半34分に決勝点となる2点目を挙げ、ウルグアイを2度目のワールドカップ優勝に導いた。ギジャがゴールを決めた瞬間、マラカナンに集まった20万人の大観衆は静まり返ったという（→マラカナンの悲劇参照）。同大会では出場した4試合すべてで1ゴールずつを挙げている。
大会後はイタリアのASローマに移籍し、イタリア代表としてプレイした。1968年に41歳で現役を引退した。
2013年12月6日にブラジル・サルヴァドールで行われた2014年W杯組み合わせ抽選会には、86歳の高齢ながらドロワーとして参加した。
2015年7月16日、心不全のため88歳で死去。この日はマラカナンの悲劇からちょうど65年後であった。
ギジャの死去によりマラカナンの悲劇のウルグアイ代表メンバーは全員が他界する運びとなった。

## 所属クラブ
- CAペニャロール 1948-1953
- ASローマ 1953-1961
- ACミラン 1961-1962
- ダヌービオFC 1962-1968

## 代表歴
- ウルグアイ代表 1950-1952
  - 1950年 - ワールドカップ・ブラジル大会 (優勝、4試合出場4得点)
- イタリア代表 1957-1959